# جادو (ترانه کلدپلی)
«جادو» (به انگلیسی: Magic) تک‌آهنگی از کلدپلی است که در ۳ مارس ۲۰۱۴ منتشر شد. این تک‌آهنگ در آلبوم داستان‌های ارواح (آلبوم کلدپلی) قرار داشت.
این تک‌آهنگ در چارت‌های ایتالیا، والونیا، فرانسه، استرالیا، اسپانیا، دانمارک، فنلاند، فلاندرز، سوئیس، جزو ده ترانه اول قرار گرفت.